# Отрич-Сеоці
43°09′ пн. ш. 17°27′ сх. д. / 43.15° пн. ш. 17.45° сх. д.
Отрич-Сеоці (хорв. Otrić-Seoci) — населений пункт у Хорватії, у Дубровницько-Неретванській жупанії у складі громади Поєзер'є.

## Населення
Населення за даними перепису 2011 року становило 657 осіб.
Динаміка чисельності населення поселення: